# V de la Vendetta
V for Vendetta este un film distopic thriller din 2006 regizat de James McTeigue și produs de Joel Silver și frații Wachowski, care au scris și scenariul. Este o adaptare a benzii desenate V for Vendetta de Alan Moore și David Lloyd. Stabilit în Londra într-o societate distopică din viitorul apropiat, Natalie Portman este Evey, o fată din clasa muncitoare care trebuie să determine dacă eroul ei a devenit amenințarea împotriva căreia luptă. Hugo Weaving este V - un luptător curajos și carismatic pentru libertate condus de dorința sa de răzbunare pe cei care l-au desfigurat. Stephen Rea este un detectiv care conduce o căutare disperată cu scopul de a-l prinde pe V înainte de a începe o revoluție.

## Distribuție
- Hugo Weaving – V
- Natalie Portman – Evey Hammond
- Stephen Rea – Eric Finch

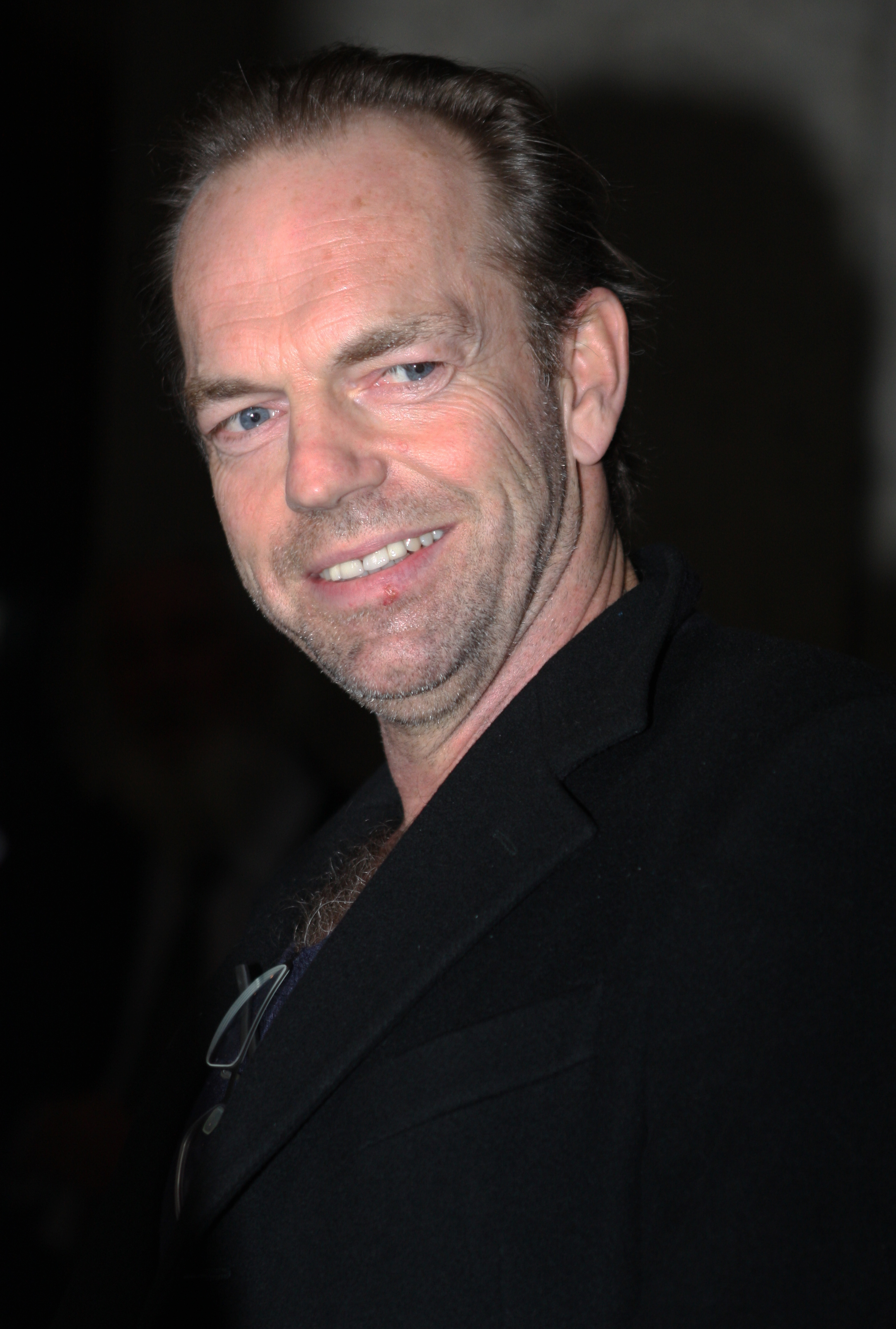
Actorul Hugo Weaving în 2012. El l-a jucat pe V în film, păstrându-și fața ascunsă după mască.

- John Hurt – High Chancellor Adam Sutler
- Stephen Fry – Gordon Deitrich
- Rupert Graves – detectivul Dominic Stone
- Sinéad Cusack – dr. Delia Surridge
- John Standing – Bischof Anthony James Lilliman
- Tim Pigott-Smith – Peter Creedy
- Natasha Wightman – Valerie Page
- Imogen Poots – tânăra Valerie
- Roger Allam – Lewis Prothero
- Ben Miles – Roger Dascombe
- Clive Ashborn – Guy Fawkes
- Guy Henry – Conrad Heyer
- Eddie Marsan – Brian Etheridge